# Боции
Боция (лат. Botia) — род рыб из семейства Botiidae. Обитают в мелких ручьях Юго-Восточной Азии. Широко распространены в аквариумистике.

## Виды
Боция-клоун (макраканта). Окраска тела оранжевая с широкими вертикальными чёрными полосами, плавнички красные. Вырастает до 20 см. В природных условиях обитает в водоёмах на Суматре и Калимантане.
Боция модеста (зелёная). Рыбка с зеленоватым телом и красно-оранжевыми плавничками. Вырастает довольно крупной, около 20–25 см. В природе обитает в водоёмах Таиланда и Лаоса.
Боция шахматная (куботаэ). Яркая и контрастная бело-шоколадная рыбка, вырастающая до 10 см. Довольно спокойная по поведению, хорошо подойдёт в общий аквариум с рыбами схожего размера. В природе встречаются в Мьянме.
Боция зебра (Botia striata). В неволе длина рыбок не превышает 8 см. Отличаются миролюбивым и дружелюбным нравом. Ареал обитания: речные системы горной цепи Западные Гаты и индийского Штата Махараштра. Рыбка предпочитает чистые горные протоки с глубиной до 1,5 м. 
Боция императорская. От природы это мирная рыбка, но если в аквариуме не будет укрытий, она будет проявлять агрессию. Происходит из Юго-Восточной Азии с территории современной Мьянмы. Встречается только в регионе Танинтайи в бассейне одноимённой реки, впадающей в Андаманское море.
Боция мраморная. Особь длиной до 8 см, от природы мирная, но внутри своей стаи рыбки могут устраивать бои, хотя для других разновидностей они не опасны. В природных условиях обитает в водоёмах Индии и Пакистана.

## Характеристика
Форма тела торпедообразная, в сечении треугольная, с плоским брюхом и острым рылом, окружённым 6-8 усиками. Отличаются яркой окраской. Имеют подглазничные шипы, спрятанные в пазухах и еле заметные. При опасности рыбы резко оттопыривают шипы с громким щелчком и фиксируют их в горизонтальном положении. С помощью присосок на грудных и брюшных плавниках приклепляются к корягам и камням, соскребая с них водоросли и поедая мелкие молодые побеги растений. Большинство боций активны в сумерки, и лишь мраморная боция часто плавает днём.
Мирные, живут небольшими группами.

## Содержание
Содержать рыбок лучше всего стайками из пяти и более особей. Минимальный объем аквариума для содержания такого количества рыб – от 200 литров. Аквариум должен быть накрыт покровным стеклом или крышкой, чтобы исключить выпрыгивание рыб. В качестве декораций лучше всего использовать камни, коряги, а также пластиковые или керамические трубки. В аквариумах с боцией мраморной можно использовать различные виды живых растений: мхи, папоротники, валлиснерию, анубиасы. Растения лучше закрепить крупными камнями. На поверхность воды можно запустить плавающие виды (пистия, роголистник), чтобы сделать свет более рассеянным. Грунт в аквариуме должен быть обязательно. Чешуи у Боции нет, поэтому выделяется много слизи, которую рыбы вытирают об грунт.